# Ginnastica ritmica ai XVI Giochi del Mediterraneo
Le gare di Ginnastica ritmica ai XVI Giochi del Mediterraneo di Pescara 2009 si sono svolte il 26 e 27 giugno 2009 presso il PalaTricalle di Chieti, in Italia. Il programma la sola specialità dell'All-Around.

## Calendario
Le gare hanno seguito il seguente calendario:
| ● | Competizioni | ● | Finali |

| Giugno/Luglio |    |    |    |    |    |    |    |    |    |
| 26            | 27 | 28 | 29 | 30 | 01 | 02 | 03 | 04 | 05 |
| ●             | ●  |    |    |    |    |    |    |    |    |

## Podi

### Donne
| Evento      | Oro                | Perform. | Argento         | Perform. | Bronzo             | Perform. |
| Individuale | Julieta Cantaluppi | 103.550  | Delphine Ledoux | 100.675  | Carolina Rodríguez | 99.425   |

## Medagliere
| Posizione | Paese   |   |   |   | Totale |
| --------- | ------- | - | - | - | ------ |
| 1         | Italia  | 1 | 0 | 0 | 1      |
| 2         | Francia | 0 | 1 | 0 | 1      |
| 3         | Spagna  | 0 | 0 | 1 | 1      |
| Totale    | Totale  | 1 | 1 | 1 | 3      |

## Risultati

### Qualificazione
| Pos. | Nazione    | Atleta                    | 1ª rotazione | 2ª rotazione | 3ª rotazione | 4ª rotazione | Totale  | Note |
| ---- | ---------- | ------------------------- | ------------ | ------------ | ------------ | ------------ | ------- | ---- |
| 1    | Italia     | Julieta Cantaluppi        | 26.200       | 24.150       | 25.875       | 24.425       | 100.650 | Q    |
| 2    | Francia    | Delphine Ledoux           | 25.500       | 24.950       | 24.550       | 24.750       | 99.750  | Q    |
| 3    | Spagna     | Carolina Rodríguez        | 24.925       | 25.250       | 24.850       | 24.225       | 99.250  | Q    |
| 4    | Italia     | Chiara Ianni              | 24.650       | 24.500       | 24.425       | 23.150       | 96.725  | Q    |
| 5    | Grecia     | Michaela Metallidou       | 24.175       | 24.225       | 24.050       | 24.050       | 96.500  | Q    |
| 6    | Turchia    | Burcin Neziroglu          | 23.975       | 24.150       | 22.700       | 22.125       | 92.950  | Q    |
| 7    | Slovenia   | Mojca Rode                | 22.750       | 22.400       | 23.650       | 22.975       | 91.775  | Q    |
| 8    | Turchia    | Pinar Akilveren           | 22.800       | 22.875       | 22.950       | 22.850       | 91.475  | Q    |
| 9    | Cipro      | Chrystalleni Trikomiti    | 23.400       | 22.475       | 22.850       | 22.400       | 91.125  | Q    |
| 10   | Cipro      | Loukia Trikomiti          | 21.700       | 24.350       | 22.900       | 21.950       | 90.900  | Q    |
| 11   | Italia     | Martina Alicata Terranova | 23.475       | 23.375       | 22.475       | 21.550       | 90.875  |      |
| 12   | Turchia    | Ozge Ozkebapci            | 23.575       | 22.875       | 22.375       | 22.000       | 90.825  |      |
| 13   | Grecia     | Evangelia Gkountroumpi    | 23.575       | 22.600       | 22.600       | 22.025       | 90.800  | R    |
| 14   | Spagna     | Marina Fernandez          | 21.925       | 22.775       | 23.700       | 20.500       | 88.900  | R    |
| 15   | Grecia     | Ioanna Tacha              | 21.975       | 22.950       | 21.425       | 19.850       | 86.200  |      |
| 16   | Slovenia   | Tjasa Seme                | 21.125       | 21.475       | 20.075       | 18.600       | 81.275  |      |
| 17   | San Marino | Giada Della Valle         | 19.700       | 20.200       | 18.025       | 16.850       | 74.775  |      |
| 18   | Siria      | Fafma Elshiekh Aly        | 19.325       | 18.300       | 18.700       | 18.425       | 74.750  |      |
| 19   | Siria      | Ranim Elmalt              | 18.400       | 19.125       | 18.450       | 17.125       | 73.100  |      |
| 20   | Montenegro | Marija Filipovic          | 13.825       | 14.200       | 13.300       | 12.650       | 53.975  |      |
| 21   | Montenegro | Natasa Jovovic            | 12.775       | 13.275       | 12.200       | 12.775       | 51.025  |      |

### Finale
| Pos.    | Nazione  | Atleta                 | 1ª rotazione | 2ª rotazione | 3ª rotazione | 4ª rotazione | Totale  |
| ------- | -------- | ---------------------- | ------------ | ------------ | ------------ | ------------ | ------- |
| Oro     | Italia   | Julieta Cantaluppi     | 25.150       | 26.100       | 25.950       | 26.350       | 103.550 |
| Argento | Francia  | Delphine Ledoux        | 25.300       | 26.100       | 24.275       | 25.000       | 100.675 |
| Bronzo  | Spagna   | Carolina Rodríguez     | 25.275       | 25.150       | 24.625       | 24.375       | 99.425  |
| 4       | Italia   | Chiara Ianni           | 25.400       | 24.850       | 24.800       | 23.900       | 98.950  |
| 5       | Grecia   | Michaela Metallidou    | 23.675       | 24.000       | 24.400       | 23.100       | 95.175  |
| 6       | Slovenia | Mojca Rode             | 23.450       | 23.275       | 23.850       | 23.250       | 93.825  |
| 7       | Turchia  | Pinar Akilveren        | 22.800       | 23.450       | 23.875       | 22.775       | 92.900  |
| 8       | Turchia  | Burcin Neziroglu       | 23.375       | 23.375       | 23.300       | 22.700       | 92.750  |
| 9       | Cipro    | Chrystalleni Trikomiti | 23.075       | 22.775       | 23.250       | 22.750       | 91.850  |
| 10      | Cipro    | Loukia Trikomiti       | 21.850       | 22.900       | 23.475       | 21.300       | 89.525  |